# Narcisse Virgilio Díaz

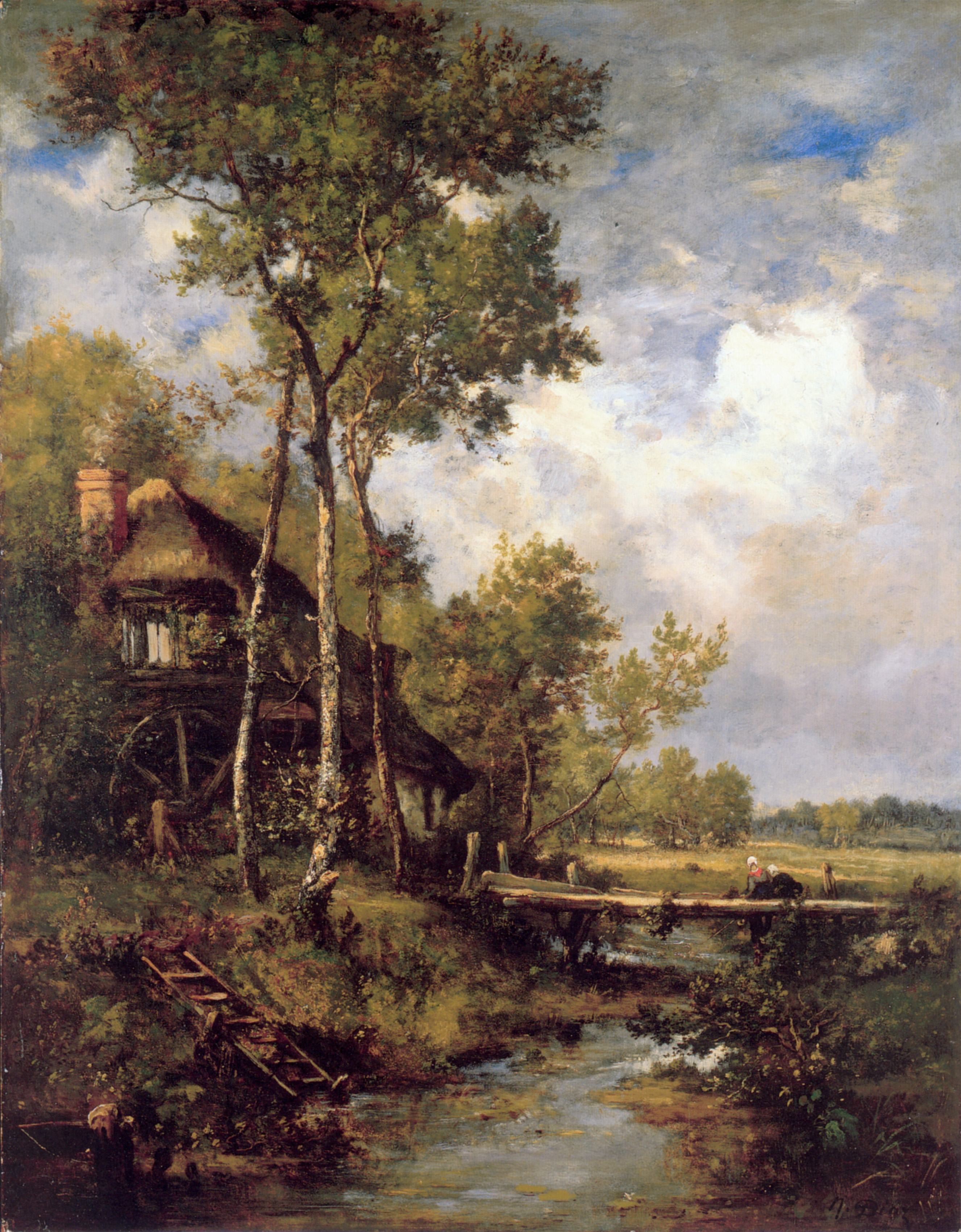
Stary młyn pod Barbizon

Narcisse Virgilio Díaz de la Peña (ur. 25 sierpnia 1807 w Bordeaux, zm. 18 listopada 1876 w Mentonie) – francuski malarz i grafik pochodzenia hiszpańskiego.
Jego rodzice, Hiszpanie z Salamanki, opuścili ojczyznę jeszcze przed narodzinami syna. Díaz de la Peña został sierotą już w wieku dziesięciu lat, w dzieciństwie stracił nogę, którą amputowano na skutek powikłań po ukąszeniu przez jadowitego owada. Przez całe życie musiał posługiwać się drewnianą protezą, co nie ograniczało jego aktywności.
Artysta nauczył się malować pracując w fabryce porcelany w Paryżu. Początkowo znalazł się pod wpływem Eugène`a Delacroix i przedstawiał romantyczne sceny historyczne i orientalne. Przełomem w jego twórczości była przyjaźń z Théodore Rousseau, którego poznał w 1837 i dołączył do barbizończyków. Wśród nich Díaz de la Peña zachował indywidualność pozostając przy tematyce romantycznej. Malował przede wszystkim nastrojowe pejzaże, zwykle uzupełnione mitologicznym lub rodzajowym sztafażem. Jego ulubionym motywem był las Fontainebleau. Kolorystyka, początkowo ciemna, stopniowo się rozjaśniała, by pod koniec życia malarza osiągnąć pełnię świeżych barw, oraz luministycznych efektów świetlnych. Cechą charakterystyczną obrazów Díaza była wyrazista, gruzełkowata faktura jego obrazów.
Narcisse Virgilio Díaz wywarł znaczący wpływ na malarstwo dziewiętnastowieczne, do inspiracji jego twórczością przyznawali się m.in. Auguste Renoir, Adolphe Monticelli i Jean-François Millet. Za życia artysta cieszył się umiarkowanym powodzeniem, znany był głównie w środowisku malarzy, doceniających zarówno jego talent, jak i niekonwencjonalny, wyjątkowo złośliwy charakter. Nieoczekiwaną popularność zdobył dopiero u schyłku życia, gdy po 1872 roku jego prace osiągnęły znaczną wartość. Znany z obojętności na kwestie materialne, zarobione pieniądze wydawał głównie na obrazy, często kupując własne wczesne prace.
Jego bogaty dorobek prezentowany jest w wielu zbiorach europejskich i amerykańskich, m.in. w Musée d’Orsay w Paryżu, Fine Arts Museums of San Francisco, Museum of Fine Arts w Bostonie i Ermitażu w Petersburgu.

## Przypisy

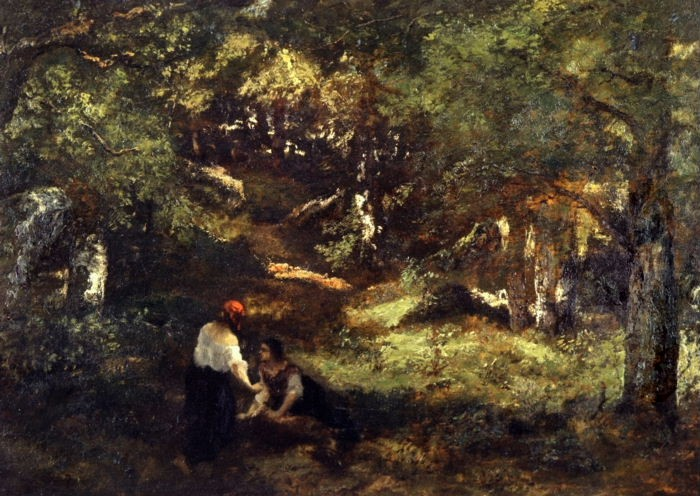
W lesie Fontainebleau (1860)
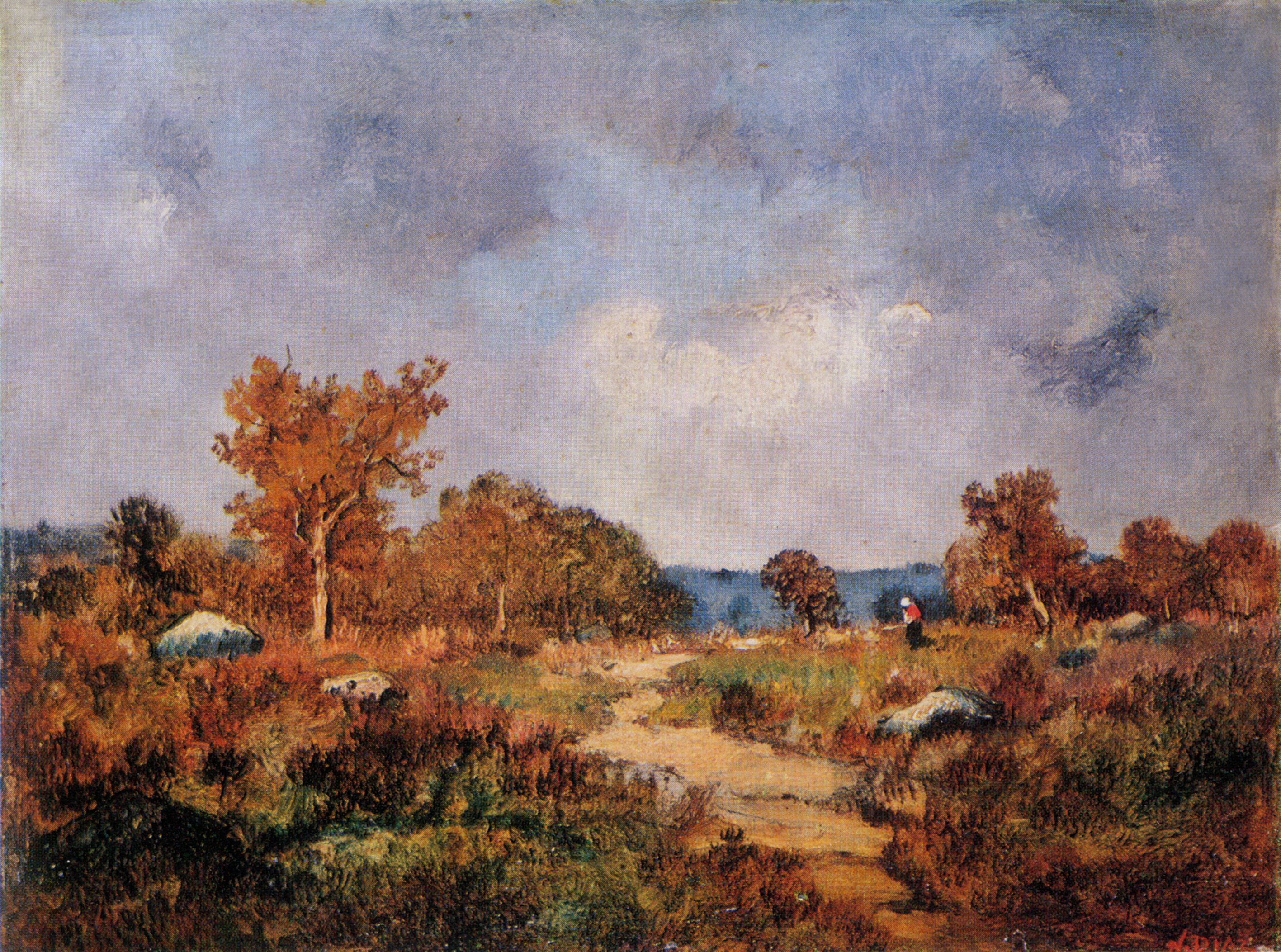
Pejzaż jesienny (przed 1876)